# 高都镇 (蒙阴县)
高都镇，是中华人民共和国山東省临沂市蒙阴县下辖的一个乡镇级行政单位。

## 行政区划
高都镇下辖以下地区：
上五庄村、上温村、下温村、上坦埠林村、下坦埠林村、汇泉坪村、眼光泉村、邓家崖村、石星沟村、唐家峪村、下薛家峪村、上薛家峪村、黄泥沟村、黑石山村、三山子村、庙子后村、高都村、河西村、西峪村、西山村、南坪村、包龙沟村、东沟村、东坡村、小孙官庄村、大孙官庄村、洪沟村、李官庄村、郑家庄村、西住佛村、后佛峪村、蔡庄村和新星村。

## 知名人物
- 薛其坤，中国科学院院士